# Guillermo Duró
Guillermo Andrés Duró (Villa Ballester, Argentina, 16 de noviembre de 1968) es un exfutbolista y entrenador argentino. Actualmente dirige al Club Sport Emelec de la Serie A de Ecuador

## Carrera
Duró jugó en San Miguel, Ituzaingó, Almirante Brown y Aldosivi. Inició su carrera como entrenador en el año 2000, dirigiendo a Defensores de Belgrano.
Tras dejar a Defensores en 2002, trabajó en Platense antes de unirse al cuerpo técnico de Julio Asad en el Deportivo Cuenca, como asistente. Regresó a Argentina en 2005 para dirigir a All Boys, y posteriormente trabajó en Flandria y Tristán Suárez antes de regresar al Deportivo Cuenca en noviembre de 2008, ahora como entrenador principal.
Duró dejó Cuenca en diciembre de 2009 tras la finalización de su contrato, y en mayo de 2010 asumió como entrenador de Independiente del Valle. Fue destituido tras casi cuatro meses en el cargo, y posteriormente regresó a Argentina para dirigir a Temperley en junio de 2011.
Volvió a Defensores de Belgrano en febrero de 2012, pero el 25 de octubre fue anunciado nuevamente como entrenador del Deportivo Cuenca. En junio de 2013 regresó a Tristán Suárez como coordinador de fútbol, y tras un breve paso por Libertad de Sunchales, volvió al Deportivo Cuenca el 13 de marzo de 2014.
El 8 de marzo de 2016 fue designado entrenador de Estudiantes de Buenos Aires. Posteriormente dirigió a Atlanta y Deportivo Riestra antes de regresar al Deportivo Cuenca por cuarta vez, inicialmente como interino.
Tras desempeñarse como director deportivo en el Deportivo Cuenca, volvió a dirigir en agosto de 2021, al ser nuevamente nombrado entrenador de Riestra. Dejó el club el 13 de junio del año siguiente, y el 31 de agosto asumió en Delfín de Ecuador.
El 9 de mayo de 2024 fue destituido por Delfín. El 14 de junio asumió en Deportivo Garcilaso de Perú.
El 8 de julio de 2025 fue despedido por Garcilaso, y catorce días después regresó a Ecuador para asumir como entrenador en Emelec.

## Clubes
| Club                         | País      | Año       |
| ---------------------------- | --------- | --------- |
| Defensores de Belgrano       | Argentina | 2000-2002 |
| Platense                     | Argentina | 2003      |
| Deportivo Cuenca (asistente) | Ecuador   | 2004      |
| All Boys                     | Argentina | 2005      |
| Flandria                     | Argentina | 2006      |
| Tristán Suárez               | Argentina | 2007-2008 |
| Deportivo Cuenca             | Ecuador   | 2008-2009 |
| Independiente del Valle      | Ecuador   | 2010      |
| Temperley                    | Argentina | 2011      |
| Defensores de Belgrano       | Argentina | 2012      |
| Deportivo Cuenca             | Ecuador   | 2012      |
| Libertad                     | Argentina | 2013-2014 |
| Deportivo Cuenca             | Ecuador   | 2014      |
| Estudiantes de caseros       | Argentina | 2016      |
| Atlanta                      | 2017      |           |
| Riestre                      | 2018      |           |
| Deportivo Cuenca             | Ecuador   | 2020-2021 |
| Riestra                      | Argentina | 2021-2022 |
| Delfín                       | Ecuador   | 2022-2024 |
| Deportivo Garcilaso          | Perú      | 2024-2025 |

|EMELEC
| Ecuador
|2025
|}